# Кухня чаклунських капелюхів
«Кухня чаклунських капелюхів» (яп. とんがり帽子のキッチン) — манґа написана та намальована Хіромі Сато. Це спіноф до манґи Кахоме Шірахами — «Ательє чаклунських капелюхів».

## Сюжет
Манґа розповідає про кулінарні експерименти чарівників Кіфрі та Олруджіо — персонажів «Ательє чаклунських капелюхів». Містить численні рецепти справжніх страв з покроковими інструкціями.

## Публікація
Написана та проілюстрована Хіромі Сато, «Кухня чаклунських капелюхів» почала виходити у журналі сейнен-манґи Morning Two видавництва Kodansha 22 листопада 2019. Цей журнал припинив друк та перейшов у цифрову версію 4 серпня 2022. Перший танкобон-том вийшов 22 травня 2020. Станом на червень 2024 випущено 5 томів.
В Україні манґа видається з серпня 2023 року видавництвом «Наша ідея».

### Список томів
| № | Японською      | Японською              | Українською   | Українською            |
| № | Дата виходу    | ISBN                   | Дата виходу   | ISBN                   |
| - | -------------- | ---------------------- | ------------- | ---------------------- |
| 1 | 22 травня 2020 | ISBN 978-4-06-519334-1 | 4 серпня 2023 | ISBN 978-617-8109-67-7 |
| 2 | 23 грудня 2020 | ISBN 978-4-06-521627-9 | —             | —                      |
| 3 | 21 лютого 2021 | ISBN 978-4-06-524099-1 | —             | —                      |
| 4 | 22 квітня 2022 | ISBN 978-4-06-527594-8 | —             | —                      |
| 5 | 21 жовтня 2022 | ISBN 978-4-06-529699-8 | —             | —                      |